# توني والس
توني والس (بالإنجليزية: Tony Walls) (16 يناير 1990 بواواتوزا في الولايات المتحدة - ) هو لاعب كرة قدم أمريكي في مركز الدفاع. لعب مع شيكاغو فاير وRochester Rhinos ‏ وFlint City Bucks ‏.

## روابط خارجية
- توني والس على موقع الدوري الأمريكي (الإنجليزية)
- توني والس على موقع قاعدة بيانات كرة القدم.إي يو (الإنجليزية)